# 上犹县
上犹县隶属于江西省赣州市，位于赣江上游，江西省西南边陲，赣州市西部；东邻南康区，南连崇义县，西接湖南省桂东县，北毗遂川县、縣人民政府駐東山鎮猶江大道16號。
上犹于南唐始建县，因治所建于大犹山之南，犹水口上侧，故名。上犹县是国家扶贫开发重点县，曾获“中国低碳旅游示范县”、“国家绿色能源示范县”等荣誉称号。

## 地理
上犹县版图总面积1543平方千米，2015年，该县完成地区生产总值50.84亿元，比2014年增长10.0%。
上犹县地形从西北向东南倾斜，东、北、西和西南多高山，东南为丘陵、河谷盆地；属亚热带季风湿润气候区，气候温和，雨量充沛，日照充足，四季分明，无霜期长。

## 历史沿革
春秋属吴、越。
战国时期属楚地。
秦始皇二十六年（公元前221年）创郡县制，上犹县地域为南野县地，属九江郡。
汉高祖四年（公元前203年）改九江郡为淮南国。高祖六年，分淮南地置豫章郡。献帝兴平二年（公元195年）分豫章郡置庐陵郡，上犹属庐陵郡南野县。
三国吴嘉禾五年（公元236年）分庐陵郡立南部都尉，分南野县置南安县，上犹为南部都尉南安县域。
晋武帝太康元年（公元280年）改南安县为南康县。太康三年废南部都尉立南康郡，上犹属南康郡南康县地。
南北朝宋武帝永初元年（公元420年）改南康郡为南康国，上犹属南康国南康县地。齐高帝建元元年（公元479年）改南康国为南康郡，永明八年（公元490年）又改南康郡为南康国。梁武帝元年（公元502年）再改南康国为南康郡。陈武帝永定元年（公元557年）改南康县为赣县，上犹属南康郡赣县。
隋文帝开皇九年（公元589年）废南康郡置洪州总管府虔州，上犹仍属赣县。炀帝大业元年（公元605年）复置南康郡，赣县复称南康县，上犹属南康县。
唐太宗贞观元年（公元627年）置道，上犹为江南道虔州南康县地。昭宗天祐二年（公元905年）邑人卢光稠知虔州，议建上犹场。
后梁乾化元年（公元911年）析南康县西南地置上犹场。因境内有大山，状似犹蹲，高耸于场治北面，古称大犹（猷）山（即今油石嶂），山下有犹水（即今油石河）。治所建于大犹山之南，犹水口上侧，故名上犹。南康保大十年（公元952年）改场置县，沿用场名。
宋太平兴国元年（公元976年），上犹县属江西南路虔州。淳化元年（公元990年）于大余置南安军，上犹县属之。宁宗嘉定四年（公元1212年），改上犹县为南安县。《南安府志》载：“己已匹袍洞陈癸反，西路通判孙，咎犹字有反义，至壬申改上犹县为南安县”。
元至元十四年（公元1277年）改南安军为南安路总管府，辖大余、南康、南安。至元十六年（公元1279年），改南安县为永清县。次年，复名上犹县，属南安路总管府。
明太祖洪武元年（公元1368年）改南安路为南安府，上犹属南安府，隶江西中书行省。
清承明制，上犹仍居南安府，隶江西布政使司。
民国元年（1912年）冬废府，上犹县直隶江西省政府。民国三年（1914年），江西分四道，分领81个县，上犹属赣南道。十五年（1926年）废道，省直辖各县。二十年（1931年），隶陆海空军司令部南昌行营党政委员会。二十一年（1932年），全省划分为13个行政属赣南专区。二十四年（1935年），全省缩为8个行政区，上犹属第四行政区。
1949年8月16日上犹解放，成立上犹县人民政府，隶属赣州分区督察专员公署。
1951年，属赣州专署。
1954年，属赣南行政公署。
1964年，属赣州地区。
1999年7月撤销赣州地区，设立赣州市，上犹县属之。

## 行政区划
上犹县下辖6个镇、8个乡：
东山镇、陡水镇、社溪镇、营前镇、黄埠镇、寺下镇、梅水乡、油石乡、安和乡、双溪乡、水岩乡、平富乡、五指峰乡、紫阳乡和上犹工业园区。

## 人口
2019末2020初全县户籍总人口为32.38万人，比上年末减少892人，其中城镇人口5.75万人，乡村人口26.62万人。年末全县常住人口26.71万人，其中，城镇常住人口12万人，占总人口的比重（常住人口城镇化率）为44.98%，比上年末提高1.63个百分点。全年出生人口3438人，出生率12.89‰，比上年下降0.83个千分点；死亡人口1478人，死亡率5.54‰，下降0.01个千分点；自然增长率7.35‰，下降0.82个千分点。
2021年末，上猶縣户籍總人口為32.15萬人，其中城鎮人口6.65萬人，農村人口25.50萬人。

## 交通
上犹县位于“赣州半小时经济圈”和海西经济区内，地处珠三角和闽东南三角辐射区域， 厦蓉高速上犹段有上犹东、西2个出入口。紧邻 大广高速、 济广高速、京九铁路。 357国道过境。

## 文化教育
2012年末全县教育普通中学17所，职业中学1所，小学30所，幼儿园71所。其中上犹县第四中学更是人才辈出

## 风景名胜

上犹江水电厂大坝全景

- 阳明湖（上犹江水库）
- 五指峰
- 赣南森林铁路
- 营前镇客家民居
- 上犹园村漂流
- 云峰山生态氧吧